# KNVB Beker 2022/23 (vrouwen)
De 43e editie van de KNVB Beker voor vrouwen ging op 3 september 2022 van start met de groepsfase en eindigde op zondag 14 mei 2023 met de finale. In de achtste finale stroomden de Eredivisie-teams in en begon tevens de knock-outfase. PSV bereikte voor de zesde maal, en derde maal achtereen, de finale. Tegenstander FC Twente speelde zijn vierde finale. Na afloop won de Enschedese club voor de derde keer de beker door te winnen met 4–0.

## Landelijke beker
Opzet
Deze editie van de KNVB Beker voor vrouwen begon met de groepsfase van tweeëntwintig poules. Vanaf de tweede ronde volgde de knock-outfase.

### Deelnemers
Er namen dit seizoen 95 teams deel. Elf clubs uit de Eredivisie (niveau 1), 83 amateurteams uit de landelijke competities in de Topklasse (2), Hoofdklasse (3) en Eerste klasse (4). Het laatste team is het belofteteam van PSV, dat in het vorige seizoen kampioen was geworden in de Vrouwen Beloftencompetitie.
| N | Competitie            | Clubs               | Clubs             | Clubs                      | Clubs                   |
| - | --------------------- | ------------------- | ----------------- | -------------------------- | ----------------------- |
| 1 | Eredivisie            | ADO Den Haag        | Ajax              | VV Alkmaar                 | Excelsior               |
| 1 | Eredivisie            | Feyenoord           | Fortuna Sittard   | sc Heerenveen              | PSV                     |
| 1 | Eredivisie            | PEC Zwolle          | Telstar           | FC Twente                  |                         |
| 2 | Topklasse             | ACV                 | Be Quick '28      | VV DSE                     | RKVV DSS                |
| 2 | Topklasse             | DTS Ede             | FC Eindhoven AV   | VV Eldenia                 | Oranje Nassau Groningen |
| 2 | Topklasse             | FC Rijnvogels       | SV Saestum        | Ter Leede                  | ASV Wartburgia          |
| 3 | Hoofdklasse zaterdag  | BVV Barendrecht     | CVV Berkel        | SC Klarenbeek              | GSVV The Knickerbockers |
| 3 | Hoofdklasse zaterdag  | RCL                 | RVVH              | VV Reiger Boys             | Vv SSS                  |
| 3 | Hoofdklasse zaterdag  | SV Saestum II       | Sparta Rotterdam  | Sporting '70               | SC Stiens               |
| 3 | Hoofdklasse zondag    | VV Bavel            | RKSV Bekkerveld   | FC Berghuizen              | RKSV De Tukkers         |
| 3 | Hoofdklasse zondag    | FC Eindhoven AV II  | FSG               | VV Nooit Gedacht           | SDO                     |
| 3 | Hoofdklasse zondag    | ST SV Someren/NWC   | Vv Trekvogels     | SC Woezik                  | Victoria Boys           |
| 4 | Eerste klasse Groep A | SC 't Gooi          | CSW               | RKVV DSS II                | IJFC                    |
| 4 | Eerste klasse Groep A | VV IJzendijke       | CVV De Jodan Boys | Vv SSS II                  | VV Sleeuwijk            |
| 4 | Eerste klasse Groep A | VV Sparta Nijkerk   | Ter Leede II      | WV-HEDW                    | ASV Wartburgia II       |
| 4 | Eerste klasse Groep B | AZSV                | Be Quick '28 II   | Be Quick Dokkum            | VV Berkum               |
| 4 | Eerste klasse Groep B | DZC '68             | SC Genemuiden     | HZVV                       | Heerenveense Boys       |
| 4 | Eerste klasse Groep B | VV Helpman          | FC Ommen          | Oranje Nassau Groningen II | VV Winsum               |
| 4 | Eerste klasse Groep C | ADO '20             | SV Always Forward | Antibarbari                | RKSV BSC                |
| 4 | Eerste klasse Groep C | SC Buitenveldert II | VV Hoogland       | RKSV Nuenen                | RKVV Schijf             |
| 4 | Eerste klasse Groep C | VDZ                 | RKVV Velsen       | VV Winkel                  | VV Witkampers           |
| 4 | Eerste klasse Groep D | VV Beerse Boys      | SC Buitenveldert  | HVCH                       | NSVV FC Kunde           |
| 4 | Eerste klasse Groep D | OJC Rosmalen        | SV Orion          | RKSV Prinses Irene         | RKSV Nuenen II          |
| 4 | Eerste klasse Groep D | Rood-Wit '62        | VV Schaesberg     | Vv Trekvogels II           | UDI '19                 |
| – | Beloftencompetitie    | Jong PSV            |                   |                            |                         |

Legenda
| Kleur | Resultaat                           |
| ----- | ----------------------------------- |
|       | Winnaar                             |
|       | Verliezend finalist                 |
|       | Uitgeschakeld in de halve finales   |
|       | Uitgeschakeld in de kwartfinales    |
|       | Uitgeschakeld in de achtste finales |
|       | Uitgeschakeld in de 4e ronde        |
|       | Uitgeschakeld in de 3e ronde        |
|       | Uitgeschakeld in de 2e ronde        |
|       | Uitgeschakeld in de groepsfase      |
|       | Teruggetrokken uit het toernooi     |
|       | Geen deelname                       |

### Speeldata
| Ronde             | Speeldata                    |
| Groepsfase        | Groepsfase                   |
| ----------------- | ---------------------------- |
| Speeldag 1        | 3, 4, 6 en 13 september 2022 |
| Speeldag 2        | 10, 11 en 13 september 2022  |
| Speeldag 3        | 13, 17 en 18 september 2022  |
| Knock-out systeem |                              |
| 2e ronde          | 20, 22 en 23 oktober 2022    |
| 3e ronde          | 17 en 18 december 2022       |
| 4e ronde          | 28 januari 2023              |
| Achtste finales   | 25 en 26 februari 2023       |
| Kwartfinales      | 17, 18 en 19 maart 2023      |
| Halve finales     | 15 en 16 april 2023          |
| Finale            | 18 mei 2023                  |

## Wedstrijden

### Kwalificatieronde

#### Groepsfase
De eerste ronde werd gespeeld in poulevorm. De nummers 1 en de 17 beste nrs. 2 van de poules plaatsten zich tezamen met de kampioen van de beloftevrouwen 2021/'22 voor de tweede ronde.
Groep 1
| Pos | Team            | Wed | W | G | V | Ptn | DV | DT | +/− | Kwalificatie |
| --- | --------------- | --- | - | - | - | --- | -- | -- | --- | ------------ |
| 1   | VV Eldenia      | 3   | 1 | 2 | 0 | 5   | 15 | 10 | +5  | Tweede ronde |
| 2   | VV Sleeuwijk    | 3   | 1 | 2 | 0 | 5   | 7  | 3  | +4  |              |
| 3   | BVV Barendrecht | 3   | 1 | 2 | 0 | 5   | 5  | 3  | +2  |              |
| 4   | SC 't Gooi      | 3   | 0 | 0 | 3 | 0   | 4  | 15 | −11 |              |

Groep 2
| Pos | Team           | Wed | W | G | V | Ptn | DV | DT | +/− | Kwalificatie |
| --- | -------------- | --- | - | - | - | --- | -- | -- | --- | ------------ |
| 1   | ASV Wartburgia | 3   | 3 | 0 | 0 | 9   | 16 | 1  | +15 | Tweede ronde |
| 2   | WV-HEDW        | 3   | 2 | 0 | 1 | 6   | 10 | 5  | +5  | Tweede ronde |
| 3   | CVV Berkel     | 3   | 1 | 0 | 2 | 3   | 5  | 9  | −4  |              |
| 4   | RVVH           | 3   | 0 | 0 | 3 | 0   | 0  | 16 | −16 |              |

Groep 3
| Pos | Team          | Wed | W | G | V | Ptn | DV | DT | +/− | Kwalificatie |
| --- | ------------- | --- | - | - | - | --- | -- | -- | --- | ------------ |
| 1   | DTS Ede       | 3   | 3 | 0 | 0 | 9   | 27 | 3  | +24 | Tweede ronde |
| 2   | IJFC          | 3   | 1 | 1 | 1 | 4   | 12 | 3  | +9  |              |
| 3   | AZSV          | 3   | 1 | 1 | 1 | 4   | 6  | 6  | 0   |              |
| 4   | SC Genemuiden | 3   | 0 | 0 | 3 | 0   | 2  | 35 | −33 |              |

Groep 4
| Pos | Team                       | Wed | W | G | V | Ptn | DV | DT | +/− | Kwalificatie |
| --- | -------------------------- | --- | - | - | - | --- | -- | -- | --- | ------------ |
| 1   | Be Quick '28               | 2   | 2 | 0 | 0 | 6   | 9  | 0  | +9  | Tweede ronde |
| 2   | Oranje Nassau Groningen II | 2   | 0 | 1 | 1 | 1   | 3  | 6  | −3  |              |
| 3   | HZVV                       | 2   | 0 | 1 | 1 | 1   | 3  | 9  | −6  |              |

Groep 5
| Pos | Team                    | Wed | W | G | V | Ptn | DV | DT | +/− | Kwalificatie |
| --- | ----------------------- | --- | - | - | - | --- | -- | -- | --- | ------------ |
| 1   | Oranje Nassau Groningen | 3   | 3 | 0 | 0 | 9   | 13 | 2  | +11 | Tweede ronde |
| 2   | SC Stiens               | 3   | 1 | 1 | 1 | 4   | 7  | 7  | 0   | Tweede ronde |
| 3   | VV Winsum               | 3   | 1 | 0 | 2 | 3   | 2  | 9  | −7  |              |
| 4   | Be Quick Dokkum         | 3   | 0 | 1 | 2 | 1   | 6  | 10 | −4  |              |

Groep 6
| Pos | Team            | Wed | W | G | V | Ptn | DV | DT | +/− | Kwalificatie |
| --- | --------------- | --- | - | - | - | --- | -- | -- | --- | ------------ |
| 1   | FC Eindhoven AV | 3   | 3 | 0 | 0 | 9   | 15 | 2  | +13 | Tweede ronde |
| 2   | Vv SSS          | 3   | 2 | 0 | 1 | 6   | 8  | 5  | +3  | Tweede ronde |
| 3   | VV IJzendijke   | 3   | 1 | 0 | 2 | 3   | 5  | 10 | −5  |              |
| 4   | DZC '68         | 3   | 0 | 0 | 3 | 0   | 0  | 11 | −11 |              |

Groep 7
| Pos | Team                    | Wed | W | G | V | Ptn | DV | DT | +/− | Kwalificatie |
| --- | ----------------------- | --- | - | - | - | --- | -- | -- | --- | ------------ |
| 1   | ACV                     | 3   | 3 | 0 | 0 | 9   | 16 | 4  | +12 | Tweede ronde |
| 2   | GSVV The Knickerbockers | 3   | 1 | 0 | 2 | 3   | 6  | 8  | −2  |              |
| 3   | Heerenveense Boys       | 3   | 1 | 0 | 2 | 3   | 6  | 9  | −3  |              |
| 4   | VV Helpman              | 3   | 1 | 0 | 2 | 3   | 5  | 12 | −7  |              |

Groep 8
| Pos | Team         | Wed | W | G | V | Ptn | DV | DT | +/− | Kwalificatie |
| --- | ------------ | --- | - | - | - | --- | -- | -- | --- | ------------ |
| 1   | RKVV DSS     | 3   | 2 | 1 | 0 | 7   | 13 | 3  | +10 | Tweede ronde |
| 2   | Ter Leede II | 3   | 2 | 1 | 0 | 7   | 6  | 4  | +2  | Tweede ronde |
| 3   | CSW          | 3   | 0 | 1 | 2 | 1   | 3  | 9  | −6  |              |
| 4   | RCL          | 3   | 0 | 1 | 2 | 1   | 2  | 8  | −6  |              |

Groep 9
| Pos | Team          | Wed | W | G | V | Ptn | DV | DT | +/− | Kwalificatie |
| --- | ------------- | --- | - | - | - | --- | -- | -- | --- | ------------ |
| 1   | FC Rijnvogels | 3   | 3 | 0 | 0 | 9   | 13 | 1  | +12 | Tweede ronde |
| 2   | SV Saestum II | 3   | 2 | 0 | 1 | 6   | 8  | 7  | +1  | Tweede ronde |
| 3   | Sporting '70  | 3   | 1 | 0 | 2 | 3   | 5  | 13 | −8  |              |
| 4   | VV Berkum     | 3   | 0 | 0 | 3 | 0   | 0  | 5  | −5  |              |

Groep 10
| Pos | Team              | Wed | W | G | V | Ptn | DV | DT | +/− | Kwalificatie |
| --- | ----------------- | --- | - | - | - | --- | -- | -- | --- | ------------ |
| 1   | Be Quick '28 II   | 3   | 2 | 0 | 1 | 6   | 15 | 7  | +8  | Tweede ronde |
| 2   | SC Klarenbeek     | 3   | 2 | 0 | 1 | 6   | 11 | 9  | +2  | Tweede ronde |
| 3   | VV Sparta Nijkerk | 3   | 1 | 0 | 2 | 3   | 10 | 13 | −3  |              |
| 4   | FC Ommen          | 3   | 1 | 0 | 2 | 3   | 7  | 14 | −7  |              |

Groep 11
| Pos | Team              | Wed | W | G | V | Ptn | DV | DT | +/− | Kwalificatie |
| --- | ----------------- | --- | - | - | - | --- | -- | -- | --- | ------------ |
| 1   | CVV De Jodan Boys | 2   | 2 | 0 | 0 | 6   | 4  | 1  | +3  | Tweede ronde |
| 2   | Ter Leede         | 2   | 1 | 0 | 1 | 3   | 3  | 3  | 0   | Tweede ronde |
| 3   | Sparta Rotterdam  | 2   | 0 | 0 | 2 | 0   | 0  | 3  | −3  |              |

Groep 12
| Pos | Team              | Wed | W | G | V | Ptn | DV | DT | +/− | Kwalificatie |
| --- | ----------------- | --- | - | - | - | --- | -- | -- | --- | ------------ |
| 1   | SV Saestum        | 3   | 3 | 0 | 0 | 9   | 26 | 0  | +26 | Tweede ronde |
| 2   | ASV Wartburgia II | 3   | 1 | 1 | 1 | 4   | 2  | 8  | −6  |              |
| 3   | VV Reiger Boys    | 3   | 0 | 2 | 1 | 2   | 1  | 6  | −5  |              |
| 4   | RKVV DSS II       | 3   | 0 | 1 | 2 | 1   | 0  | 15 | −15 |              |

Groep 13
| Pos | Team            | Wed | W | G | V | Ptn | DV | DT | +/− | Kwalificatie |
| --- | --------------- | --- | - | - | - | --- | -- | -- | --- | ------------ |
| 1   | FSG             | 3   | 3 | 0 | 0 | 9   | 10 | 3  | +7  | Tweede ronde |
| 2   | RKSV Bekkerveld | 3   | 2 | 0 | 1 | 6   | 13 | 6  | +7  | Tweede ronde |
| 3   | VV Schaesberg   | 3   | 1 | 0 | 2 | 3   | 6  | 10 | −4  |              |
| 4   | Rood-Wit '62    | 3   | 0 | 0 | 3 | 0   | 3  | 13 | −10 |              |

Groep 14
| Pos | Team             | Wed | W | G | V | Ptn | DV | DT | +/− | Kwalificatie |
| --- | ---------------- | --- | - | - | - | --- | -- | -- | --- | ------------ |
| 1   | UDI '19          | 3   | 2 | 1 | 0 | 7   | 7  | 3  | +4  | Tweede ronde |
| 2   | VV DSE           | 3   | 2 | 0 | 1 | 6   | 8  | 4  | +4  | Tweede ronde |
| 3   | VV Nooit Gedacht | 3   | 1 | 1 | 1 | 4   | 2  | 5  | −3  |              |
| 4   | VV Beerse Boys   | 3   | 0 | 0 | 3 | 0   | 3  | 8  | −5  |              |

Groep 15
| Pos | Team                | Wed | W | G | V | Ptn | DV | DT | +/− | Kwalificatie |
| --- | ------------------- | --- | - | - | - | --- | -- | -- | --- | ------------ |
| 1   | VV Hoogland         | 2   | 2 | 0 | 0 | 6   | 5  | 1  | +4  | Tweede ronde |
| 2   | SDO                 | 2   | 1 | 0 | 1 | 3   | 7  | 4  | +3  | Tweede ronde |
| 3   | SC Buitenveldert II | 2   | 0 | 0 | 2 | 0   | 2  | 9  | −7  |              |

Groep 16
| Pos | Team             | Wed | W | G | V | Ptn | DV | DT | +/− | Kwalificatie |
| --- | ---------------- | --- | - | - | - | --- | -- | -- | --- | ------------ |
| 1   | ADO '20          | 2   | 2 | 0 | 0 | 6   | 10 | 3  | +7  | Tweede ronde |
| 2   | Antibarbari      | 2   | 1 | 0 | 1 | 3   | 4  | 6  | −2  | Tweede ronde |
| 3   | SC Buitenveldert | 2   | 0 | 0 | 2 | 0   | 1  | 6  | −5  |              |

Groep 17
| Pos | Team               | Wed | W | G | V | Ptn | DV | DT | +/− | Kwalificatie |
| --- | ------------------ | --- | - | - | - | --- | -- | -- | --- | ------------ |
| 1   | FC Eindhoven AV II | 2   | 2 | 0 | 0 | 6   | 9  | 0  | +9  | Tweede ronde |
| 2   | OJC Rosmalen       | 2   | 1 | 0 | 1 | 3   | 1  | 2  | −1  | Tweede ronde |
| 3   | RKVV Velsen        | 2   | 0 | 0 | 2 | 0   | 0  | 8  | −8  |              |

Groep 18
| Pos | Team           | Wed | W | G | V | Ptn | DV | DT | +/− | Kwalificatie |
| --- | -------------- | --- | - | - | - | --- | -- | -- | --- | ------------ |
| 1   | VV Bavel       | 3   | 3 | 0 | 0 | 9   | 19 | 1  | +18 | Tweede ronde |
| 2   | RKSV Nuenen II | 3   | 2 | 0 | 1 | 6   | 7  | 8  | −1  | Tweede ronde |
| 3   | RKVV Schijf    | 3   | 1 | 0 | 2 | 3   | 3  | 12 | −9  |              |
| 4   | RKSV BSC       | 3   | 0 | 0 | 3 | 0   | 2  | 10 | −8  |              |

Groep 19
| Pos | Team              | Wed | W | G | V | Ptn | DV | DT | +/− | Kwalificatie |
| --- | ----------------- | --- | - | - | - | --- | -- | -- | --- | ------------ |
| 1   | RKSV De Tukkers   | 3   | 3 | 0 | 0 | 9   | 16 | 3  | +13 | Tweede ronde |
| 2   | FC Berghuizen     | 3   | 2 | 0 | 1 | 6   | 7  | 5  | +2  | Tweede ronde |
| 3   | SV Always Forward | 3   | 1 | 0 | 2 | 3   | 3  | 9  | −6  |              |
| 4   | VV Winkel         | 3   | 0 | 0 | 3 | 0   | 0  | 9  | −9  |              |

Groep 20
| Pos | Team             | Wed | W | G | V | Ptn | DV | DT | +/− | Kwalificatie |
| --- | ---------------- | --- | - | - | - | --- | -- | -- | --- | ------------ |
| 1   | SV Orion         | 3   | 2 | 1 | 0 | 7   | 12 | 4  | +8  | Tweede ronde |
| 2   | Victoria Boys    | 3   | 1 | 2 | 0 | 5   | 11 | 10 | +1  | Tweede ronde |
| 3   | Vv Trekvogels II | 3   | 1 | 0 | 2 | 3   | 9  | 11 | −2  |              |
| 4   | VV Witkampers    | 3   | 0 | 1 | 2 | 1   | 6  | 13 | −7  |              |

Groep 21
| Pos | Team               | Wed | W | G | V | Ptn | DV | DT | +/− | Kwalificatie |
| --- | ------------------ | --- | - | - | - | --- | -- | -- | --- | ------------ |
| 1   | RKSV Prinses Irene | 3   | 2 | 0 | 1 | 6   | 6  | 4  | +2  | Tweede ronde |
| 2   | VDZ                | 3   | 1 | 1 | 1 | 4   | 6  | 4  | +2  | Tweede ronde |
| 3   | ST SV Someren/NWC  | 3   | 1 | 1 | 1 | 4   | 8  | 9  | −1  |              |
| 4   | HVCH               | 3   | 0 | 0 | 3 | 0   | 6  | 7  | −1  |              |

Groep 22
| Pos | Team          | Wed | W | G | V | Ptn | DV | DT | +/− | Kwalificatie |
| --- | ------------- | --- | - | - | - | --- | -- | -- | --- | ------------ |
| 1   | RKSV Nuenen   | 3   | 3 | 0 | 0 | 9   | 19 | 2  | +17 | Tweede ronde |
| 2   | Vv Trekvogels | 3   | 2 | 0 | 1 | 6   | 16 | 4  | +12 | Tweede ronde |
| 3   | SC Woezik     | 3   | 0 | 1 | 2 | 1   | 4  | 15 | −11 |              |
| 4   | NSVV FC Kunde | 3   | 0 | 1 | 2 | 1   | 2  | 20 | −18 |              |

### Hoofdtoernooi

#### Tweede ronde
De wedstrijden van de winnaars en nummers twee van de groepsfase waren gepland voor 20, 22 en 23 oktober. De beloftenploeg van PSV stroomde deze ronde in.
| Datum       | Team                | Uitslag   | Team                        |
| ----------- | ------------------- | --------- | --------------------------- |
| 20 oktober  | VV Eldenia (2)      | 14 – 0    | OJC Rosmalen (4)            |
| 22 oktober  | WV-HEDW (4)         | 0 – 4     | RKVV DSS (2)                |
| 22 oktober  | Ter Leede II (4)    | 3 – 2     | FC Eindhoven AV II (3)      |
| 22 oktober  | ASV Wartburgia (2)  | 4 – 0     | Vv Trekvogels (3)           |
| 22 oktober  | SC Klarenbeek (3)   | 0 – 10    | SV Saestum (2)              |
| 22 oktober  | Be Quick '28 (2)    | 2 – 1     | FC Eindhoven AV (2)         |
| 22 oktober  | VV DSE (2)          | 0 – 2     | DTS Ede (2)                 |
| 22 oktober  | Ter Leede (2)       | 1 – 2     | FC Rijnvogels (2)           |
| 22 oktober  | SV Saestum II (3)   | 0 – 2     | Oranje Nassau Groningen (2) |
| 22 oktober  | Vv SSS (3)          | 2 – 0     | RKSV Prinses Irene (4)      |
| 22 oktober  | SC Stiens (3)       | 0 – 2     | RKSV De Tukkers (3)         |
| 22 oktober  | VDZ (4)             | 1 – 3     | CVV De Jodan Boys (4)       |
| 22 oktober  | VV Bavel (3)        | 0 – 0 wns | Be Quick '28 II (4)         |
| 22 oktober  | Jong PSV (–)        | 4 – 0     | RKSV Nuenen (4)             |
| 23 oktober  | RKSV Bekkerveld (3) | 4 – 2     | UDI '19 (4)                 |
| 23 oktober  | ADO '20 (4)         | 4 – 2     | Antibarbari (4)             |
| 23 oktober  | RKSV Nuenen II (4)  | 0 – 2     | FSG (3)                     |
| 23 oktober  | FC Berghuizen (3)   | 5 – 4     | VV Hoogland (4)             |
| 23 oktober  | Victoria Boys (3)   | 2 – 4     | SV Orion (4)                |
| 14 december | SDO (3)             | 0 – 5     | ACV (2)                     |

#### Derde ronde
De wedstrijden in de derde ronde werden gespeeld op 17 en 18 december 2022 en 14 en 17 januari 2023.
| Datum       | Team                  | Uitslag   | Team                        |
| ----------- | --------------------- | --------- | --------------------------- |
| 17 december | Ter Leede II (4)      | 1 – 4     | Jong PSV (–)                |
| 17 december | CVV De Jodan Boys (4) | 1 – 2     | Be Quick '28 (2)            |
| 17 december | SV Saestum (2)        | 1 – 0     | DTS Ede (2)                 |
| 17 december | VV Eldenia (2)        | 5 – 7     | FC Rijnvogels (2)           |
| 17 december | Vv SSS (3)            | 0 – 0 wns | RKSV De Tukkers (3)         |
| 17 december | SV Orion (4)          | 2 – 2 wns | Be Quick '28 II (4)         |
| 18 december | FC Berghuizen (3)     | w/o       | RKSV Bekkerveld (3)         |
| 14 januari  | RKVV DSS (2)          | 1 – 0     | Oranje Nassau Groningen (2) |
| 14 januari  | ASV Wartburgia (2)    | 2 – 1     | ADO '20 (4)                 |
| 14 januari  | ACV (2)               | w/o       | FSG (3)                     |

#### Vierde ronde
De wedstrijden in de vierde ronde werden gespeeld op 28 januari 2023.
| Datum      | Team                | Uitslag | Team                |
| ---------- | ------------------- | ------- | ------------------- |
| 28 januari | ASV Wartburgia (2)  | 4 – 3   | Be Quick '28 (2)    |
| 28 januari | FC Rijnvogels (2)   | 1 – 2   | Jong PSV (–)        |
| 28 januari | ACV (2)             | 0 – 2   | SV Saestum (2)      |
| 28 januari | RKSV De Tukkers (3) | 6 – 0   | Be Quick '28 II (4) |
| 28 januari | FC Berghuizen (3)   | 1 – 5   | RKVV DSS (2)        |

#### Achtste finales
|                            |                                                                       |              |                                                                                  |                                                             |
| 25 februari 2023 13.00 uur | SV Saestum (2)                                                        | 0 – 0 (n.v.) | Excelsior (1)                                                                    | Sportpark Noordweg, Zeist Scheidsrechter: Maarten ter Velde |
| 25 februari 2023 13.00 uur |                                                                       |              |                                                                                  | Sportpark Noordweg, Zeist Scheidsrechter: Maarten ter Velde |
| 25 februari 2023 13.00 uur | Strafschoppen                                                         |              |                                                                                  | Sportpark Noordweg, Zeist Scheidsrechter: Maarten ter Velde |
| 25 februari 2023 13.00 uur | Tami Groenendijk Anniek Smulders Chirsty Williegenburg Moisa Verkuijl | 3 – 5        | Naomi Piqué Lynn Groenewegen Stephanie Coelho Aurélio Rachel Kleine Nikki Ridder | Sportpark Noordweg, Zeist Scheidsrechter: Maarten ter Velde |

|                            |                                       |       |                                                                            |                                                                      |
| 25 februari 2023 13.15 uur | ASV Wartburgia (2)                    | 2 – 5 | ADO Den Haag (1)                                                           | Sportpak Drieburg, Amsterdam Scheidsrechter: Maximiliaan van der Lei |
| 25 februari 2023 13.15 uur | Chelsea Kenton 51' Tess Linnekamp 65' |       | 4', 42', 82' Liz Rijsbergen 30' Cato Rijnacker Hordijk 87' Vanessa Susanna | Sportpak Drieburg, Amsterdam Scheidsrechter: Maximiliaan van der Lei |

|                            | |              |                                                                                 |                                                            |
| 25 februari 2023 14.30 uur | RKVV DSS (2)                                                                                          | 1 – 1 (n.v.) | VV Alkmaar (1)                                                                  | Pim Muliersportpark, Haarlem Scheidsrechter: Ids Gerritsma |
| 25 februari 2023 14.30 uur | Sheryl de Boer 100'                                                                                   |              | 93' Ilvy Zijp                                                                   | Pim Muliersportpark, Haarlem Scheidsrechter: Ids Gerritsma |
| 25 februari 2023 14.30 uur | Strafschoppen                                                                                         |              |                                                                                 | Pim Muliersportpark, Haarlem Scheidsrechter: Ids Gerritsma |
| 25 februari 2023 14.30 uur | Amy Visser Pascalle van der Velde Jacintha Steinmetz Sheryl de Boer Cathy Olsthoorn Michelle Oussoren | 3 – 4        | Elfi Maass Kim Smal Jasmijn van der Heijde Bo op de Weegh Floor Spaan Ilvy Zijp | Pim Muliersportpark, Haarlem Scheidsrechter: Ids Gerritsma |

|                            |                                |       |                                                                                 |                                                     |
| 25 februari 2023 14.30 uur | Telstar (1)                    | 2 – 4 | Jong PSV (–)                                                                    | BUKO Stadion, Velsen Scheidsrechter: Maarten Streef |
| 25 februari 2023 14.30 uur | Dominique Bruinenberg 30', 72' |       | 32' Aniek Janssen 56' Dieke van Straten 74' Shi-Jona Martina 80' Janne Verbakel | BUKO Stadion, Velsen Scheidsrechter: Maarten Streef |

|                            |                     | |                   |                                                               |
| 25 februari 2023 18.00 uur | RKSV De Tukkers (3) | 0 – 8 | sc Heerenveen (1) | Sportpark Loarkamp, Albergen Scheidsrechter: Wessel ten Damme |
| 25 februari 2023 18.00 uur |                     | 19', 82' (pen.), 90' Nina Nijstad 35' (e.d.) Anne Visschedijk 47' Esther Makken 55', 75' Janneke Ennema 79' Jip Kappetein |                   | Sportpark Loarkamp, Albergen Scheidsrechter: Wessel ten Damme |

|                            |                    |       |                                                                 |                                                     |
| 26 februari 2023 13.00 uur | Feyenoord (1)      | 1 – 4 | PSV (1)                                                         | Varkenoord, Rotterdam Scheidsrechter: Youri Kuipers |
| 26 februari 2023 13.00 uur | Amber Verspaget 9' |       | 27' Laura Strik 45' Chimera Ripa 62' Siri Worm 85' Janou Levels | Varkenoord, Rotterdam Scheidsrechter: Youri Kuipers |

|                            |                                              |       |                       |                                                      |
| 26 februari 2023 13.15 uur | FC Twente (1)                                | 2 – 1 | Ajax (1)              | Het Diekman, Enschede Scheidsrechter: Wendy Gijsbers |
| 26 februari 2023 13.15 uur | Fenna Kalma 37' (pen.) 48' Renate Jansen 61' |       | 90' Roos van der Veen | Het Diekman, Enschede Scheidsrechter: Wendy Gijsbers |

|                            |                                               |       |                 |                                                                   |
| 26 februari 2023 15.00 uur | Fortuna Sittard (1)                           | 2 – 1 | PEC Zwolle (1)  | Fortuna Sittard Stadion, Sittard Scheidsrechter: Marisca Overtoom |
| 26 februari 2023 15.00 uur | Tessa Wullaert 67' María Ólafsdóttir Grós 77' |       | 80' Evi Maatman | Fortuna Sittard Stadion, Sittard Scheidsrechter: Marisca Overtoom |

#### Kwartfinales
|                         |                |                       |              |                                                                |
| 17 maart 2023 19.30 uur | VV Alkmaar (1) | 0 – 1                 | Jong PSV (–) | Sportpark Robonsbosweg, Alkmaar Scheidsrechter: Xander Stoffer |
| 17 maart 2023 19.30 uur |                | 60' Dieke van Straten |              | Sportpark Robonsbosweg, Alkmaar Scheidsrechter: Xander Stoffer |

|                         |                                    |       |                     |                                                      |
| 17 maart 2023 19.30 uur | FC Twente (1)                      | 2 – 1 | Fortuna Sittard (1) | Het Diekman, Enschede Scheidsrechter: Vivian Peeters |
| 17 maart 2023 19.30 uur | Fenna Kalma 85' Bente Jansen 90+6' |       | 31' Tessa Wullaert  | Het Diekman, Enschede Scheidsrechter: Vivian Peeters |

|                         |                        |       |                   |                                                           |
| 19 maart 2023 13.00 uur | ADO Den Haag (1)       | 2 – 0 | sc Heerenveen (1) | Bingoal Stadion, Den Haag Scheidsrechter: Manon Plandsoen |
| 19 maart 2023 13.00 uur | Liz Rijsbergen 8', 40' |       |                   | Bingoal Stadion, Den Haag Scheidsrechter: Manon Plandsoen |

|                         |                                                                                        |       |               |                                                         |
| 19 maart 2023 13.00 uur | PSV (1)                                                                                | 5 – 0 | Excelsior (1) | De Herdgang, Eindhoven Scheidsrechter: Pepijn Helgering |
| 19 maart 2023 13.00 uur | Joëlle Smits 30' Zera Hulswit 54' Senna Koeleman 58' Chimera Ripa 72' Esmee Brugts 90' |       |               | De Herdgang, Eindhoven Scheidsrechter: Pepijn Helgering |

#### Halve finales
|                         |                  |       |                                                                      |                                                         |
| 15 april 2023 15.30 uur | ADO Den Haag (1) | 1 – 4 | PSV (1)                                                              | Bingoal Stadion, Den Haag Scheidsrechter: Teun van Pelt |
| 15 april 2023 15.30 uur | Gina Viehoff 85' |       | 3' Laura Strik 27' Zera Hulswit 75' Inessa Kaagman 90+5' Fleur Stoit | Bingoal Stadion, Den Haag Scheidsrechter: Teun van Pelt |

|                         |              |                                  |               |                                                        |
| 16 april 2023 12.15 uur | Jong PSV (–) | 0 – 2                            | FC Twente (1) | De Herdgang, Eindhoven Scheidsrechter: Michel Nijdeken |
| 16 april 2023 12.15 uur |              | 27' Kim Everaerts 37' Marit Auée |               | De Herdgang, Eindhoven Scheidsrechter: Michel Nijdeken |

#### Finale
|                                         |                                                                        |               |     |                                                          |
| 18 mei 2023 16.00 uur Finale KNVB Beker | FC Twente                                                              | 4 – 0 (1 – 0) | PSV | Bingoal Stadion, Den Haag Scheidsrechter: Vivian Peeters |
| 18 mei 2023 16.00 uur Finale KNVB Beker | Renate Jansen 42' Kim Everaerts 67' Elena Dhont 87' Bente Jansen 90+1' |               |     | Bingoal Stadion, Den Haag Scheidsrechter: Vivian Peeters |

| FC Twente | PSV |

| FC Twente         |    |                      |       |     |
|                   |    |                      |       |     |
| DV                | 1  | Daphne van Domselaar |       |     |
| LB                | 5  | Marisa Olislagers    |       |     |
| CV                | 4  | Caitlin Dijkstra     |       |     |
| CV                | 23 | Marit Auée           |       |     |
| RB                | 12 | Kim Everaerts        | 67'   |     |
| CM                | 15 | Danique van Ginkel   |       |     |
| CM                | 20 | Wieke Kaptein        |       |     |
| LM                | 11 | Renate Jansen        | 42'   | 90' |
| AM                | 7  | Anna-Lena Stolze     |       | 65' |
| RM                | 13 | Elena Dhont          | 87'   | 90' |
| SP                | 9  | Fenna Kalma          |       |     |
| Wisselspeelsters: |    |                      |       |     |
| MV                | 8  | Suzanne Giesen       |       | 65' |
| VD                | 2  | Maud Roetgering      |       | 90' |
| AV                | 21 | Bente Jansen         | 90+1' | 90' |
| VD                | 3  | Danique Kerkdijk     |       |     |
| MV                | 6  | Ella Peddemors       |       |     |
| MV                | 14 | Kayleigh van Dooren  |       |     |
| DV                | 16 | Lois Niënhuis        |       |     |
| VD                | 18 | Sophie te Brake      |       |     |
| AV                | 17 | Fieke Kroese         |       |     |
| AV                | 19 | Sterre Kroezen       |       |     |
| DV                | 22 | Inge Tijink          |       |     |
| MV                | 27 | Eva Oude Elberink    |       |     |
| Trainer:          |    |                      |       |     |
| Joran Pot         |    |                      |       |     |

| PSV               |    |                    |  |     |
|                   |    |                    |  |     |
| DV                | 21 | Daniëlle de Jong   |  |     |
| LB                | 5  | Janou Levels       |  |     |
| CV                | 23 | Kika van Es        |  |     |
| CV                | 2  | Gwyneth Hendriks   |  | 75' |
| RB                | 3  | Melanie Bross      |  |     |
| CM                | 14 | Siri Worm          |  | 86' |
| CM                | 8  | Laura Strik        |  | 75' |
| LM                | 7  | Esmee Brugts       |  |     |
| AM                | 10 | Inessa Kaagman     |  | 75' |
| RM                | 26 | Zera Hulswit       |  | 68' |
| SP                | 29 | Chimera Ripa       |  |     |
| Wisselspeelsters: |    |                    |  |     |
| MV                | 15 | Emmeke Henschen    |  | 68' |
| VD                | 11 | Nadia Coolen       |  | 75' |
| AV                | 9  | Joëlle Smits       |  | 75' |
| AV                | 39 | Fleur Stoit        |  | 75' |
| AV                | 19 | Jeslynn Kuipers    |  | 86' |
| VD                | 6  | Janneke Verheijen  |  |     |
| VD                | 17 | Senna Koeleman     |  |     |
| MV                | 18 | Caroline Rask      |  |     |
| DV                | 31 | Femke Bastiaen     |  |     |
| MV                | 20 | Julie Biesmans     |  |     |
| AV                | 27 | Maxime Snellenberg |  |     |
| AV                | 28 | Shanique Dessing   |  |     |
| Trainer:          |    |                    |  |     |
| Rick de Rooij     |    |                    |  |     |

| KNVB Beker 2022/23 |
| ------------------ |
| FC Twente 3e titel |

## Statistieken

#### Doelpuntenmaaksters
5 doelpunten
- Liz Rijsbergen (ADO Den Haag)

3 doelpunten
- Nina Nijstad (sc Heerenveen)

2 doelpunten
- Janneke Ennema (sc Heerenveen)
- Dominique Bruinenberg (Telstar)
- Fenna Kalma (FC Twente)
- Zera Hulswit (PSV)
- Chimera Ripa (PSV)
- Laura Strik (PSV)
- Dieke van Straten (Jong PSV)
- Tessa Wullaert (Fortuna Sittard)
- Kim Everaerts (FC Twente)
- Bente Jansen (FC Twente)
- Renate Jansen (FC Twente)

1 doelpunt
- Cato Pijnacker Hordijk (ADO Den Haag)
- Vanessa Susanna (ADO Den Haag)
- Gina Viehoff (ADO Den Haag)
- Roos van der Veen (Ajax)
- Sheryl de Boer (DSS)
- Ilvy Zijp (VV Alkmaar)
- Esther Makken (sc Heerenveen)
- Jip Kappetein (sc Heerenveen)
- Amber Verspaget (Feyenoord)
- María Ólafsdóttir Grós (Fortuna Sittard)
- Evi Maatman (PEC Zwolle)
- Aniek Janssen (Jong PSV)
- Shi-Jona Martina (Jong PSV)
- Janne Verbakel (Jong PSV)
- Esmee Brugts (PSV)
- Inessa Kaagman (PSV)
- Senna Koeleman (PSV)
- Janou Levels (PSV)
- Joëlle Smits (PSV)
- Fleur Stoit (PSV)
- Siri Worm (PSV)
- Marit Auée (FC Twente)
- Elena Dhont (FC Twente)
- Chelsea Kenton (Wartburgia)
- Tess Linnekamp (Wartburgia)

Eigen doelpunt
- Anne Visschedijk (De Tukkers)

### Deelnemers per ronde
Het aantal deelnemers per divisie per ronde is:
| Deelnemerscategorie | Groepsfase | 2e ronde   | 3e ronde   | 4e ronde   | Achtste finale | Kwartfinale | Halve finale | Finale   | Winnaar  |
| ------------------- | ---------- | ---------- | ---------- | ---------- | -------------- | ----------- | ------------ | -------- | -------- |
| Eredivisie          | 0bye       | 0bye       | 0bye       | 0bye       | 11 (68,7%)     | 7 (87,5%)   | 3 (75%)      | 2 (100%) | 1 (100%) |
| Topklasse           | 12 (14,5%) | 12 (30,0%) | 9 (45,0%)  | 06 (60,0%  | 02 (12,5%)     | –           | –            | –        | –        |
| Hoofdklasse         | 24 (28,9%) | 13 (32,5%) | 5 (25,0%)  | 02 (20,0%) | 01 0(6,3%)     | –           | –            | –        | –        |
| Eerste klasse       | 47 (56,6%) | 14 (35,0%) | 05 (25,0%) | 01 (10,0%) | –              | –           | –            | –        | –        |
| Beloftencompetitie  | 0bye       | 01 0(2,5%) | 01 0(5,0%) | 01 (10,0%) | 01 0(6,3%)     | 1 (12,5%)   | 1 (25%)      | –        | –        |
| Totaal              | 83         | 40         | 20         | 10         | 16             | 8           | 4            | 2        | 1        |

## Districtsbekers
Aan de Districtsbekers (Groep 2) namen de vrouwenelftallen uit het betreffende district deel die uitkwamen in de Tweede en Derde klassen. (Elftallen uitkomend in de Vierde klassen en lager speelden om de Districtsbekers (Groep 3)).
De eerste ronde werd gespeeld in poulevorm. Elke poule bestond uit vier, maar minimaal drie elftallen, die een halve competitie afwerkten. De poulewinnaars plaatsen zich voor de knock-outfase. Elftallen uitkomend in de Eerste klasse die in de poulefase van de landelijke beker werden uitgeschakeld stroomden in de knock-outfase van hun district in.

Bij gelijkspel in de knock-outfase werd de winnaar bepaald door middel van een strafschoppenserie, met uitzondering van een finale waar in dat geval eerst nog een verlenging werd gespeeld.
| Datum                   | Thuisclub            | Uitslag      | Uitclub             |
| Kwartfinales            | Kwartfinales         | Kwartfinales | Kwartfinales        |
| ----------------------- | -------------------- | ------------ | ------------------- |
| 28 januari              | Oranje Nassau-2      | 3-0          | St. Annaparochie    |
| 18 februari             | Leeuwarder Zwaluwen  | 1-2          | Heerenveense Boys-2 |
| 18 februari             | Heerenveense Boys    | 2-0          | Be Quick Dokkum     |
| 18 februari             | ST FC Meppel/Alcides | 1-2          | Groen Geel          |
| Halve finales           |                      |              |                     |
| 6 mei                   | Heerenveense Boys-2  | 0-1          | Oranje Nassau-2     |
| 6 mei                   | Heerenveense Boys    | 0-2          | Groen Geel          |
| Finale, terrein Helpman |                      |              |                     |
| 18 mei                  | Oranje Nassau-2      | 2-3          | Groen Geel          |

| Datum                      | Thuisclub      | Uitslag          | Uitclub        |
| Kwartfinales               | Kwartfinales   | Kwartfinales     | Kwartfinales   |
| -------------------------- | -------------- | ---------------- | -------------- |
| 28 januari                 | VIOS Vaassen   | 2-2 w.n.s.       | DVS '33 Ermelo |
| 18 februari                | Witkampers     | 0-5              | AZSV           |
| 18 februari                | Sparta Nijkerk | 2-1              | DZC '68        |
| 8 maart                    | Berkum         | 5-0              | Beuningse Boys |
| Halve finales              |                |                  |                |
| 8 april                    | AZSV           | 4-4 w.n.s. (8-7) | Sparta Nijkerk |
| 8 april                    | DVS '33 Ermelo | 0-2              | Berkum         |
| Finale, terrein Klarenbeek |                |                  |                |
| 6 mei                      | Sparta Nijkerk | 2-0              | Berkum         |

| Datum                         | Thuisclub        | Uitslag      | Uitclub        |
| Kwartfinales                  | Kwartfinales     | Kwartfinales | Kwartfinales   |
| ----------------------------- | ---------------- | ------------ | -------------- |
| 8 april                       | UVV              | 4-2          | Always Forward |
| 8 april                       | Bergen           | 0-2          | 't Gooi        |
| 10 april                      | SC Buitenveldert | 3-0          | AFC            |
| 11 april                      | IJFC             | 6-0          | Velsen         |
| Halve finales                 |                  |              |                |
| 6 mei                         | SC Buitenveldert | 5-1          | UVV            |
| 6 mei                         | Velsen           | 2-10         | IJFC           |
| Finale, terrein Legmeervogels |                  |              |                |
| 2 juni                        | SC Buitenveldert | 2-1          | Velsen         |

| Datum                      | Thuisclub     | Uitslag      | Uitclub           |
| Kwartfinales               | Kwartfinales  | Kwartfinales | Kwartfinales      |
| -------------------------- | ------------- | ------------ | ----------------- |
| 18 februari                | Spirit        | 4-0          | RKAVV             |
| 18 februari                | XerxesDZB     | 2-1          | Foreholte         |
| 18 februari                | FC Rijnvogels | 0-2          | De Jonge Spartaan |
| 18 februari                | ARC           | 3-0          | Die Haghe         |
| Halve finales              |               |              |                   |
| 8 april                    | XerxesDZB     | 2-1          | Spirit            |
| 8 april                    | ARC           | 6-2          | De Jonge Spartaan |
| Finale, terrein Westlandia |               |              |                   |
| 2 juni                     | XerxesDZB     | 4-0          | ARC               |

| Datum                       | Thuisclub    | Uitslag               | Uitclub      |
| Kwartfinales                | Kwartfinales | Kwartfinales          | Kwartfinales |
| --------------------------- | ------------ | --------------------- | ------------ |
| 8 april                     | Kloetinge    | 4-2                   | VVAC         |
| 8 april                     | Sleeuwijk    | 1-3                   | Hontenisse   |
| 10 april                    | Geldrop      | 0-9                   | ZIGO         |
| 10 april/3 mei              | Bavel-2      | 3-3 w.n.s. (5-4; 4-5) | Beerse Boys  |
| Halve finales               |              |                       |              |
| 6 mei                       | Hontenisse   | 5-7                   | Kloetinge    |
| 7 mei                       | Beerse Boys  | 0-2                   | ZIGO         |
| Finale, terrein Prinsenland |              |                       |              |
| 18 mei                      | ZIGO         | 0-2                   | Kloetinge    |

| Datum                  | Thuisclub    | Uitslag      | Uitclub      |
| Kwartfinales           | Kwartfinales | Kwartfinales | Kwartfinales |
| ---------------------- | ------------ | ------------ | ------------ |
| 18 december            | SSS'18       | 4-1          | Olympia '18  |
| 18 december            | Festilent    | 2-2 w.n.s.   | HVCH         |
| 15 januari             | SHH          | 1-5          | Schaesberg   |
| 29 januari             | Leveroy      | 2-2 w.n.s.   | Rood-Wit '62 |
| Halve finales          |              |              |              |
| 10 april               | SSS'18       | 0-1          | Leveroy      |
| 10 april               | Schaesberg   | 2-1          | HVCH         |
| Finale, terrein Caesar |              |              |              |
| 18 mei                 | Schaesberg   | 1-2          | Leveroy      |